# Гавриил I Раич
Гавриил I Раич или Рашкович (серб. Гаврило Рајић (Рашковић); 1595, Штитково — 18 июля 1659, Пруса, Османская империя) — епископ Сербской православной церкви; сербский (печский) патриарх в 1648—1655 годах. Канонизирован Сербской церковью как священномученик; память — 13 декабря по юлианскому календарю и 30 августа в Соборе сербских святых.

## Биография
Происходил из семьи землевладельцев села Штипкова под Новой Варошью, тогда в Османской империи. 
Был митрополитом Смедеревским. В 1643 году избран митрополитом Нови-Пазарским и Рашским. В 1644 году восстановил монастырь Ковиль, в котором проживал некоторое время.
В начале 1648 года избран Печским патриархом. В 1649 году посетил Константинополь. В 1652 году имел встречи с членом римской Конгрегации по распространению веры Павлином Демским и католическим епископом Призрена Франом Стоимировичем, через которых просил помощи у Рима; обсуждал вопрос о заключении унии, но соглашение не было достигнуто.
В 1653 году в целях сбора милостыни пытался посетить Москву, но неуспешно: не был пущен, так как не прошло еще 7 лет после последнего посещения Москвы представителем Печской Патриархии, положенных по соглашению. Прибыл в Москву в мае 1654 года. Принял решение остаться в России и отослал свою свиту с поручением избрать нового патриарха. В 1656 году подписал послание патриарха Антиохийского Макария патриарху Никону, которое проклинало придерживающихся двуперстия, и каковое проклятие было принято собором Московской церкви в качестве соборного определения. 
Согласно «Печскому сказанию», по возвращении в Сербию был обвинен в подстрекательстве царя начать войну против Османской империи, в крещении иудеев и турок. Был осужден и повешен в Прусе 18 июля 1659 года.